# Hans-Hinrich Knaape
Hans-Hinrich Knaape (* 16. Dezember 1934 in Güstrow, Mecklenburg) ist ein deutscher Politiker (SPD).
Von 1950 bis 1952 machte Knaape eine Lehre zum Rohrschlosser, 1954 erwarb er die Hochschulreife in Dresden. Er studierte von 1954 bis 1959 Humanmedizin in Rostock, 1959 erwarb er durch eine ärztliche Prüfung den Titel Dr. med., 1960 folgte seine Approbation. 1964 wurde er Facharzt für Neurologie und Psychiatrie an der Universitätsnervenklinik Rostock, 1975 folgte eine Subspezialisierung auf Kinderneuropsychiatrie, 1977 wurde er Dr. sc. med. und erhielt die Facultas Docendi. Bis 1991 war er Chefarzt der Klinik für Kinderneuropsychiatrie der Bezirksnervenklinik Brandenburg. Er war zudem Mitglied im Marburger Bund.
1990 trat Knaape in die SPD ein. Er war von 1990 bis 1993 Mitglied des Landesparteirates und des Landesausschusses Brandenburg, 1994 wurde er Parteirat. Er war ebenfalls von 1990 bis 1993 Abgeordneter der Stadtverordnetenversammlung Brandenburg. Von 1990 bis 1998 saß er im Deutschen Bundestag als direkt gewählter Abgeordneter im Wahlkreis Brandenburg – Rathenow – Belzig.